# Погодин, Владимир Сергеевич
Владимир Сергеевич Погодин (30 ноября 1945 — 6 февраля 2022) — российский писатель, историк, искусствовед, теоретик и историк искусства.

## Биография
Погодин изучал историю искусств и философию в Ленинградском институте живописи, скульптуры и архитектуры им. И. Е. Репина.
С 1963 г. проработал научным сотрудником в Государственном Русском Музее, далее проходил стажировку Государственном Эрмитаже в качестве реставратора живописи.
С 1971 года работал в Государственных центральных художественных научно – реставрационных мастерских им. Академика И. Э. Грабаря, в государственном музее-усадьбе «Кусково XVIII».
С 1973 г. Работает на должности главного хранителя государственного музея-заповедника «Коломенское», ныне — государственный художественный историко-архитектурный и природно-ландшафтный музей-заповедник.
С 1976 по 1986 год работал в Академии художеств СССР, заведующий творческими мастерскими Академии. С 1986 года заместитель главного редактора журнала «Художник» Союза художников РСФСР.
С 1989 – 1991 гг. заместитель главного редактора Главной редакции свода памятников издательства «Наука» Академии наук СССР.
С 1991 года председатель научно – методического совета в НИИ культурного и природного наследия Министерства культуры РФ.
В 1995 – 1996 гг. начальник отдела Федеральной службы по сохранению культурных ценностей.
В 1996 – 2003 гг. начальник отдела Министерства культуры РФ, занимался вопросами лицензирования антикварной деятельности, экспертной работой для таможенных и других правоохранительных органов.
Почетный академик Российской Академии художеств
В настоящее время проректор Московской государственной академии акварели и изящных искусств, Главный консультант "Аукционного дома Егоровых". Сфера научных интересов – русское и современное отечественное искусство. Автор многочисленных научных работ и научно-популярных статей. Награждён правительственными наградами, имеет также ведомственные и общественные почетные знаки и медали.

## Сочинения
- Русская историческая картина, 2006 М., "Белый Город", ISBN 5-7793-0957-4
- Санкт-Петербург на рубеже веков. Историко-картографический атлас, 2006 СПБ., "Униинтех, Роскартография, ИПУ РАН", ISBN 5-901906-08-X
- Дороги юности. Комсомол в искусстве 1920 - 1930-х годов, 1988; М., "Советский художник", ISBN 5-269-00166-7
- В. Сигорский. Моя Москва, 1981 М., "Советский художник"
- Игорь Машков, 2006;  М., "Белый Город", ISBN 5-7793-1049-1
- Игорь Лапин, 2010;  М., "Белый Город", ISBN 978-5-7793-1795-5
- Алексей Кравченко, 2011;  М., "Белый Город", ISBN 978-5-7793-2264-5
- Григорий Чайников, 2009;  М., "Белый Город", ISBN 978-5-7793-1684-2
- Михаил Абакумов, 2005;  М., "Белый Город", ISBN 5-7793-0897-7
- Смоленск и губерния. Время и люди. Историко-картографический атлас, 2008 М., "Универсальные Информационные Технологии, Международный научно-исследовательский институт проблем управления", ISBN 978-5-902941-06-4
- Неизвестный Фаберже... Каталог, 2003 М., "Издательство Московской государственной специализированной школы акварели Сергея Андрияки, Издательский Дом "Русский Антиквариат"", ISBN 5-901772-08-3
- Шедевры музейных коллекций. Тула, 2005;  М., "Издательство Московской государственной специализированной школы акварели Сергея Андрияки", ISBN 5-901772-17-2
- Ольга Волокитина. Живопись, рисунок, 2008;  М., "Издательство Московской государственной специализированной школы акварели Сергея Андрияки", ISBN 5-901772-42-3
- Алексей Попов. Графика. Живопись, 2008;  М., "Издательство Московской государственной специализированной школы акварели Сергея Андрияки", ISBN 5-901772-38-5
- Сергей Андрияка. Акварель. Альбом, 2008;  М., "Издательство Московской государственной специализированной школы акварели Сергея Андрияки", ISBN 5-901772-05-9
- Наталья Беседнова. Живопись, графика, 2009;  М., "Издательство Московской государственной специализированной школы акварели Сергея Андрияки", ISBN 5-901772-49-2
- Александр Иванов. Образы зазеркального мира, 2012;  М., "Издательство Искусство".
- Сергей Дилакторский Альбом, 2013;  М., "Издательство Московской государственной специализированной школы акварели Сергея Андрияки", ISBN 978-5-00028-006-5